# Michael Kiwanuka
Michael Samuel Kiwanuka (født 3. maj 1987) er en britisk singer-songwriter og musikproducer. Hans debutalbum fra 2012 Home Again blev en kommerciel succes og opnåede guld i Storbritannien, og det andet album Love & Hate gik i 2016 direkte ind som nr. 1 på den britiske albumhitliste. Det tredje album blev udgivet i 2019 under titlen Kiwanuka.

## Opvækst
Michael Kiwanuka er født og opvokset i Muswell Hill i London som søn of ugandiske forældre, der flygtede fra Idi Amins regime. Han har studeret ved School of Media, Arts and Design ved University of Westminster.

## Karriere
Kiwanuka arbejdere som studieguitarist for bl.a. Chipmunk og Bashy før han etablerede sin solokarriere. Første større optræden var på 'The Oxford' i Kentish Town da han var 22. Han blev opdaget af Communion Records, der udgav hans to første EP'er, herunder debuten Tell Me A Tale den 13. juni 2011.
Kiwanuka spillede opvarmning for Adele på hendes turne i 2011 og også ved hendes optræden i 2011 ved iTunes Festival og spillede samme år på festivalen Hard Rock Calling.
Han skrev i 2011 kontrakt med Polydor Records. Den 6. januar 2012 blev han erklæret vinderen af BBC's Sound of 2012 aftemning.
Kiwanuka udgav sit kritikerroste debutalbum Home Again i 2012. Albummet nåede nr. fire poå den britiske albumhitliste og solgte 70.000 eksemplarer i Storbritannien.
Det andet album, Love & Hate var produceret af Danger Mouse og blev ligeledes en kunstnerrisk og kommerciel succes og debuterede som nr. 1 på den britiske albbumhitliste. Det tredje album, Kiwanuka, blev ligeledes rost af kritikerne, og blev af avisen The Guardian kaldt "et af årtiets bedste album".
Kiwanuka har udtalt, at han er inspireret af musikere som Jimi Hendrix, Bill Withers, Otis Redding,Jack Johnson, The Band, Joni Mitchell, Bob Dylan, Eric Bibb, Tommy Sims, Wham!, Richie Havens og Funkadelic. He has played with James Gadson, who drummed for Bill Withers.

## I populærkulturen
Kiwanukas sang "Cold Little Heart" er brugt som åbningstemaet i HBOs miniserie Big Little Lies. Sangen "Love & Hate" er brugt i Netflix-serierne Seven Seconds og Suits og i TNT's serie Animal Kingdom samt en række andre serier på Netflix. Første sæson af Netflix-serien The Get Down benytter sangene "Rule the World" og "Black Man in a White World", ligesom serien Grace and Frankie benytter sangen "Rest".
Han medvirker endvidere som en fiktiv version af sig selv i den britiske film Yesterday fra 2019.

## Diskografi
- Home Again (2012)
- Love & Hate (2016)
- Kiwanuka (2019)
- Small Changes (2024)